# حمام مزج (۱)
حمام مزج (۱) مربوط به دوره قاجار است و در شهرستان شاهرود، بخش بسطام، دهستان کلاته‌های غربی، روستای مزج واقع شده و این اثر در تاریخ ۳ خرداد ۱۳۸۶ با شمارهٔ ثبت ۱۹۱۴۲ به‌عنوان یکی از آثار ملی ایران به ثبت رسیده است.